# Anatoli Lariukov
Anatoli Vladimirovich Lariukov –en ruso, Анатолий Владимирович Ларюков; en bielorruso, Анатоль Ларукоў, Anatol Larukou– (Vladikavkaz, URSS, 28 de octubre de 1970) es un deportista bielorruso que compitió en judo.
Participó en los Juegos Olímpicos de Sídney 2000, obteniendo una medalla de bronce en la categoría de –73 kg. Ganó tres medallas en el Campeonato Europeo de Judo entre los años 1997 y 2003.

## Palmarés internacional
| Juegos Olímpicos   | Juegos Olímpicos      | Juegos Olímpicos  | Juegos Olímpicos |
| Año                | Lugar                 | Medalla           | Categoría        |
| ------------------ | --------------------- | ----------------- | ---------------- |
| 2000               | Sídney (Australia)    | Medalla de bronce | –73 kg           |
| Campeonato Europeo |                       |                   |                  |
| Año                | Lugar                 | Medalla           | Categoría        |
| 1997               | Ostende (Bélgica)     | Medalla de plata  | –71 kg           |
| 2002               | Maribor (Eslovenia)   | Medalla de oro    | –73 kg           |
| 2003               | Düsseldorf (Alemania) | Medalla de bronce | –73 kg           |